# Герберт Бренон

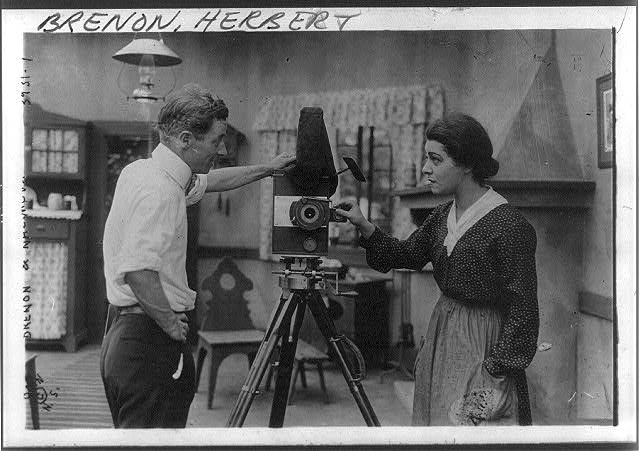
Герберт Бренон і Алла Назімова, 9 серпня 1916

Герберт Бренон (англ. Herbert Brenon; 13 січня 1880, Дублін, Ірландія — 21 червня 1958, Лос-Анджелес) — американський кінорежисер епохи німого кіно в 1930-х роках.

## Біографія

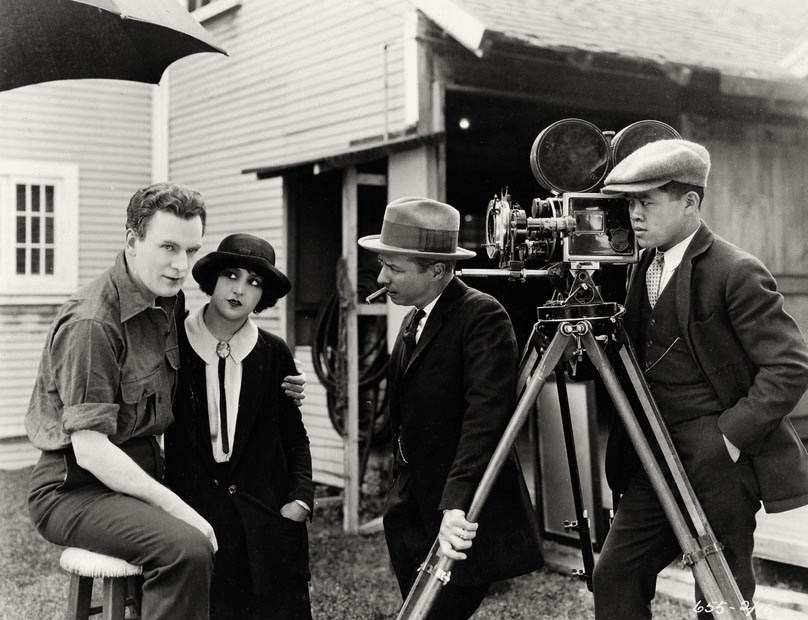
Герберт Бренон на зйомках фільму Житель Аляски (1924)

Бренон народився в Дубліні, отримав освіту в школі Святого Павла і в Королівському коледжі Лондона. До того як стати режисером, виступав у водевілях разом з дружиною, Хелен Оберг. Похований на кладовищі Вудлон в Нью-Йорку.

## Фільмографія
- Айвенго / Ivanhoe (1913)
- Доктор Джекілл і містер Хайд / Dr. Jekyll and Mr. Hyde (1913)
- Абсент / Absinthe (1914)
- Дочка Нептуна / Neptune's Daughter (1914)
- Крейцерова соната / The Kreutzer Sonata (1915)
- Серце Меріленда / The Heart of Maryland (1915)
- Справа Клеменсо / The Clemenceau Case (1915)
- Дві сироти / The Two Orphans (1915)
- Гріх / Sin (1915)
- Душа Бродвею / The Soul of Broadway (1915)
- Донька богів / A Daughter of the Gods (1916)
- Наречена війни / War Brides (1916)
- Перемога і мир / Victory and Peace (1918)
- Знову проходимо третій поверх / The Passing of the Third Floor Back (1918)
- 12.10 / 12.10 (1919)
- Пристрасна квітка / The Passion Flower (1921)
- Долина місячного світла / Moonshine Valley (1922)
- Іспанська танцівниця / The Spanish Dancer (1923)
- Вулиця забутих чоловіків / The Street of Forgotten Men (1925)
- Житель Аляски / The Alaskan (1924)
- Пітер Пен / Peter Pan (1924)
- Сторони життя / The Side Show of Life (1924)
- Поцілунок для Попелюшки / A Kiss for Cinderella (1925)
- Танцюючі матері / Dancing Mothers (1926)
- Великий Гетсбі / The Great Gatsby (1926)
- Красунчик Жест / Beau Geste (1926)
- Телефонна дівчинка / The Telephone Girl (1927)
- Смійся, клоуне, смійся / Laugh, Clown, Laugh (1928)
- Порятунок / The Rescue (1929)
- Випадок із сержантом Гріша / The Case of Sergeant Grischa (1930)
- Простак / Lummox (1930)
- Проста нагорода / Honours Easy (1935)
- Королівська кавалькада / Royal Cavalcade (1935)
- Хтось у двері / Someone at the Door (1936)
- Небезпечне життя / Living Dangerously (1936)
- Дріт під напругою / The Live Wire (1937)
- Комендант гуртожитку / Housemaster (1938)
- Жовті піски / Yellow Sands (1938)
- Чорні очі / Black Eyes (1939)